# Jens Weiß
Jens-Oliver Weiß (* 1968 in Mannheim) ist ein deutscher Sozialwissenschaftler und seit 2011 Professor für Verwaltungswissenschaften an der Hochschule Harz in Halberstadt, Deutschland.

## Leben
Weiß wuchs in Villingen-Schwenningen auf und machte dort 1988 das Abitur. Er studierte Politikwissenschaft, Volkswirtschaftslehre und Soziologie an der Philipps-Universität Marburg und promovierte dort 1999 mit der Arbeit Umweltpolitik als Akteurshandeln. Er war Mitglied der Forschungsgruppe Politische Ökonomie an der Universität Marburg und Mitarbeiter in Projekten am Lehrstuhl von Birger P. Priddat an der privaten Universität Witten/Herdecke. Ab 1999 arbeitete Weiß als Berater und Partner in Unternehmensberatungen. Seit März 2011 ist er Professor für Verwaltungswissenschaften an der Hochschule Harz in Halberstadt/Wernigerode, von März 2017 bis Februar 2022 war er dort Prorektor für Hochschulentwicklung und Gleichstellung.

## Forschungsschwerpunkte
Weiß beschäftigt sich mit sozialen und organisatorischen Veränderungsprozessen und deren Steuerbarkeit. Seine Dissertation Umweltpolitik als Akteurshandeln zeigt, wie moderne Gesellschaften umweltbezogene Konflikte konstruieren und bearbeiten. Seit 2005 beschäftigt er sich vor allem mit Veränderungsprozessen in öffentlichen Verwaltungen. Neuere wissenschaftliche Arbeiten analysieren Ergebnisse von Transformations- und Reformprozessen in kommunalen Verwaltungen anhand verschiedener Beispiele – Neues Steuerungsmodell (NSM), Einführung der Doppik, elektronische Bürgerhaushalte und E-Partizipation, strategische Steuerung etc. – und arbeiten typische Probleme in diesen Prozessen sowie deren Ursachen heraus.

## Veröffentlichungen (Auswahl)
- Jens Weiss: Managing Performance and Strategy: Managerial Practices in German Local Governments. In: Public Performance & Management Review. 17. Dezember 2019, S. 1–21, doi:10.1080/15309576.2019.1702064.
- Strategisches Management und wirkungsorientierte Steuerung in Kommunen, Wiesbaden 2019; doi:10.1007/978-3-658-27359-0
- The evolution of reform narratives: a narrative policy framework analysis of German NPM reforms. In: Critical Policy Studies, online publiziert 10/2018; doi:10.1080/19460171.2018.1530605
- Trust as a key for strategic management? The relevance of council–administration relations for NPM-related reforms in German local governments. In: Public Management Review, vol. 10, S. 1399–1414; doi:10.1080/14719037.2016.1266023
- Strategische Haushaltskonsolidierung in Kommunen, Wiesbaden 2014.
- Wer rettet die Demokratie vor der E-Partizipation? Drei Fragen an elektronische Partizipationsverfahren. In: Verwaltung & Management, Heft 6, 2013, S. 283–288; vum.nomos.de (PDF; 141 kB).
- Umweltpolitik als Akteurshandeln, Eine Theorie der kooperativen Bearbeitung von Informations- und Verteilungsproblemen. Marburg 2000.
- Die arbeitslose Gesellschaft und ihr Sozialstaat. Marburg 1998, zusammen mit Kai Eicker-Wolf u. a.
- Wirtschaftspolitik im theoretischen Vakuum? Zur Pathologie der politischen Ökonomie. Marburg 1996, zusammen mit Kai Eicker-Wolf u. a.